# Mikleuš
Mikleuš est un village et une municipalité située dans le comitat de Virovitica-Podravina, en Croatie. Au recensement de 2001, la municipalité comptait 1 701 habitants, dont 86,60 % de Croates et 9,99 % de Serbes ; le village seul comptait 914 habitants.

## Localités
La municipalité de Mikleuš compte 5 localités :
- Balinci
- Borik
- Četekovac
- Čojlug
- Mikleuš